# 吉岡清栄
吉岡 清栄（よしおか きよえ、1918年（大正7年）5月9日 - 1997年（平成9年）5月29日）は、昭和から平成時代前期の政治家。北海道滝川市長。滝川市名誉市民。

## 経歴
北海道樺戸郡浦臼村（現浦臼町）出身。吉岡栄太郎・まついの長男。
1937年（昭和12年）に納内村書記補を皮切りに公務員の道に進み、翌年に旭川の陸軍第7師団で歩兵第七連隊に入隊、1943年に復員し終戦を経て1951年（昭和26年）に雨竜村助役や教育長の後、1957年（昭和32年）自治大学校を卒業する。1959年（昭和34年）滝川市助役、1967年（昭和42年）浦臼町長を経て、1971年（昭和46年）以来、滝川市長に5選した。都市基盤整備、広域行政の推進、治水事業などに尽くした。

## 栄典
勲章等
- 1979年（昭和54年） - 藍綬褒章[2]
- 1991年（平成3年） - 勲三等瑞宝章[2]

## 著作
- 『扁平足の足跡』、1986年。